# دیولا ساپری
دیولا ساپری (انگلیسی: Gyula Szapáry; ۱ نوامبر ۱۸۳۲ – ۲۰ ژانویهٔ ۱۹۰۵) سیاست‌مدار اهل مجارستان بود. وی از ۱۳ مارس ۱۸۹۰ تا ۱۷ نوامبر ۱۸۹۲ نخست‌وزیر پادشاهی مجارستان بود.
دیولا ساپری در ۲۰ ژانویه ۱۹۰۵، در سن ۷۲ سالگی درگذشت.
وی همچنین برندهٔ جوایزی همچون لژیون دونور شده‌است.